# Can Torrent (Camallera)
Can Torrent és una casa de Camallera, al municipi de Saus, Camallera i Llampaies (Alt Empordà), inclosa a l'Inventari del Patrimoni Arquitectònic de Catalunya. Està situada dins del nucli urbà de la població de Camallera, a la part de ponent del terme, formant cantonada amb els carrers Santiago Rusiñol i Nou.

## Descripció
És un edifici cantoner de planta rectangular, format per tres cossos adossats, amb una zona de jardí situada a la part de llevant de la construcció. La casa presenta la coberta de teula de dues vessants i està distribuïda en planta baixa i dos pisos. La façana principal, orientada a migdia, presenta un portal d'accés a l'interior d'arc rebaixat emmarcat amb grans pedres desbastades. Al seu costat, una placa de ceràmica recorda el nom de la casa i l'any de construcció, 1822. Al pis, damunt del portal, un balcó exempt amb llosana decorada amb ceràmica vidrada decorada, que enllaça amb la terrassa lateral de la construcció. El finestral de sortida és d'obertura rectangular bastit amb maons, de la mateixa manera que la resta d'obertures de la façana.
A la segona planta destaquen dues finestres d'arc de mig punt sostingudes amb pilastres i amb les impostes motllurades, probablement restituïdes. La façana està rematada amb doble ràfec de dents de serra i maó pla. Les obertures de la façana de ponent són totes d'arc rebaixat, bastides amb maons. Destaca, a la planta baixa, un antic portal tapiat i el balcó exempt de la primera planta. Per la banda de llevant, la casa presenta un cos adossat fruit d'una ampliació estructural. Està cobert amb una gran terrassa al pis que enllaça amb el balcó de la façana principal. A la planta baixa presenta un gran portal d'accés des del carrer, d'arc rebaixat bastit amb carreus desbastats i la clau gravada amb la data 1861.
La construcció és bastida amb pedra desbastada lligada amb morter i disposada irregularment.

## Història
És un edifici construït a principis del segle xix, ampliat a la segona meitat de segle i remodelat durant el XX, tal com ho certifiquen les dates documentades a la construcció. Al plafó ceràmic on consta el nom de la casa també hi ha l'any d'inauguració, 1822, en nombres romans. La llinda de la portalada lateral fa referència a l'ampliació de la segona meitat de segle xix, datada l'any 1861.